# Jean Joseph Amat
Pour les articles homonymes, voir Amat.
 (mai 2025).
Jean Joseph Amat, né le 17 août 1779 à Ribiers et mort le 23 juillet 1848 à Gap (Hautes-Alpes), est un homme politique français.

## Biographie
Fils de Claude-Simon Amat, député à la Législative de 1791, il est avoué à Gap. Maire de la ville en 1816, il est député des Hautes-Alpes de 1827 à 1831, siégeant au centre droit.

## Sources
- « Jean Joseph Amat », dans Adolphe Robert et Gaston Cougny, Dictionnaire des parlementaires français, Edgar Bourloton, 1889-1891 [détail de l’édition]